# Pichtagran
Pichtagran (Abies sibirica) är en tallväxtart som beskrevs av Carl Friedrich von Ledebour. Pichtagran ingår i släktet ädelgranar, och familjen tallväxter. Arten förekommer tillfälligt i Sverige, men reproducerar sig inte.
Arten förekommer främst i Ryssland från Archangelsk i väst till floden Amur i öst. Den hittas även i angränsande områden av Kirgizistan samt i bergstrakten Tianshan i västra Kina. Pichtagran växer i låglandet och i bergstrakter upp till 2000 meter över havet. De flesta exemplar hittas i områden med kyligt men inte särskilt kallt väder. Trädet lever inte i regioner med permafrost.
Pichtagran kan bilda trädgrupper eller skogar där inga andra trädarter ingår. Den är vanligare i barrskogar eller blandskogar där även Picea obovata, dahurlärk, vårtbjörk, asp, rönn och skogsolvon ingår. I bergstrakter kan även sibirisk lärk och Pinus sibirica vara inblandade.
Artens trä används bland annat för byggnadsstommar och som massaved. Pichtagran introducerades i Östeuropa och Centraleuropa som prydnadsväxt. För beståndet är inga hot kända. IUCN kategoriserar arten globalt som livskraftig.

## Underarter
Arten delas in i följande underarter:
- A. s. semenovii
- A. s. sibirica

## Bildgalleri

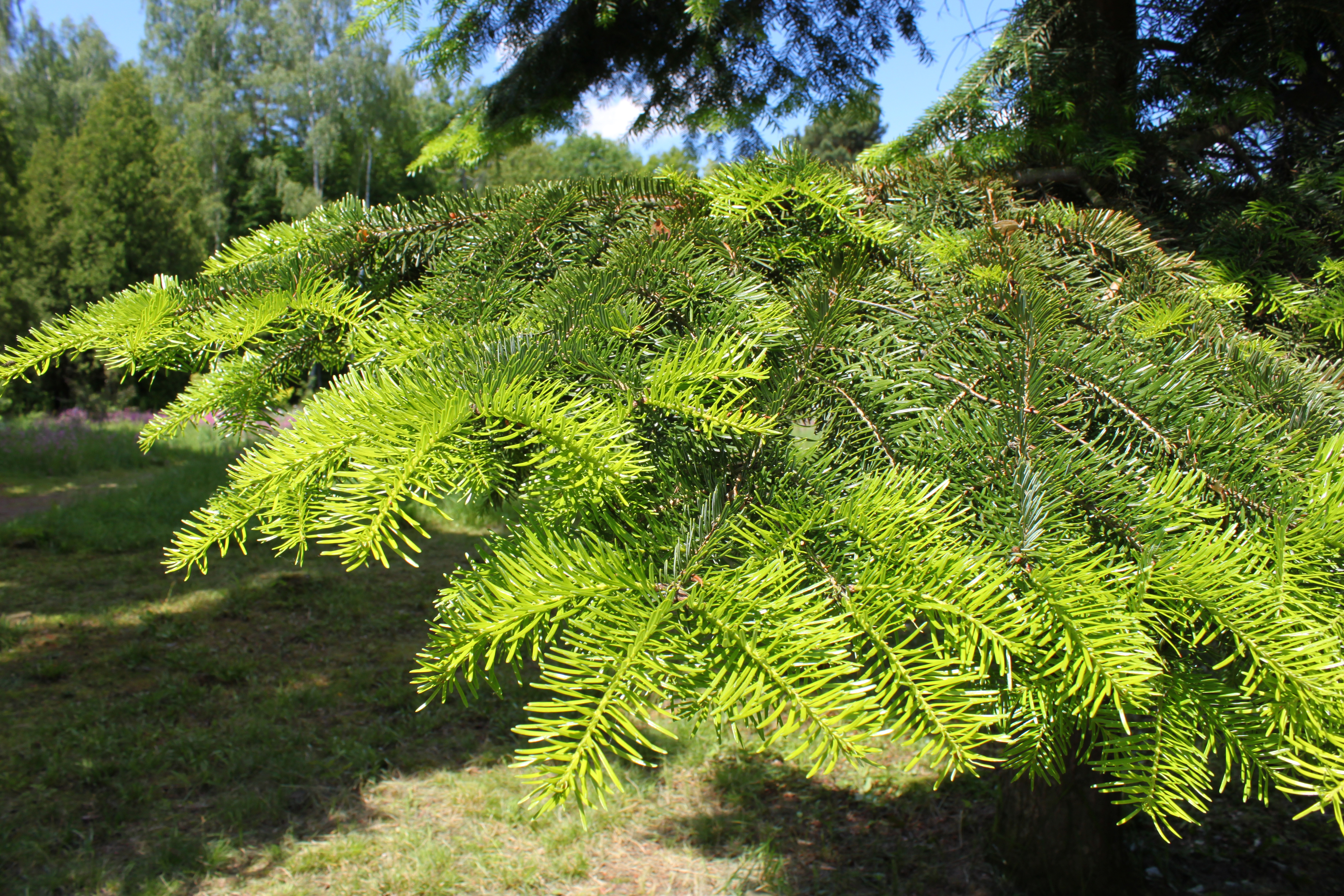
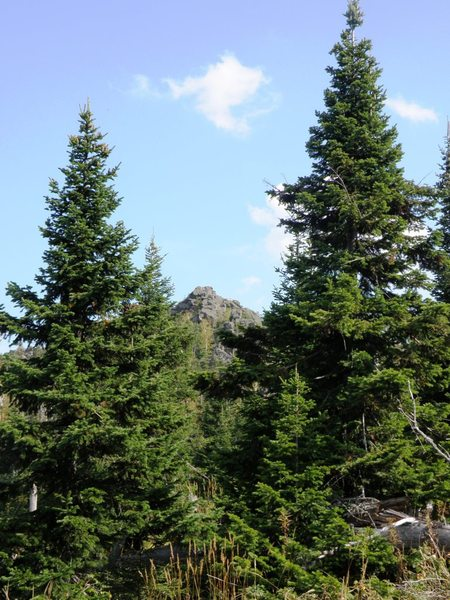
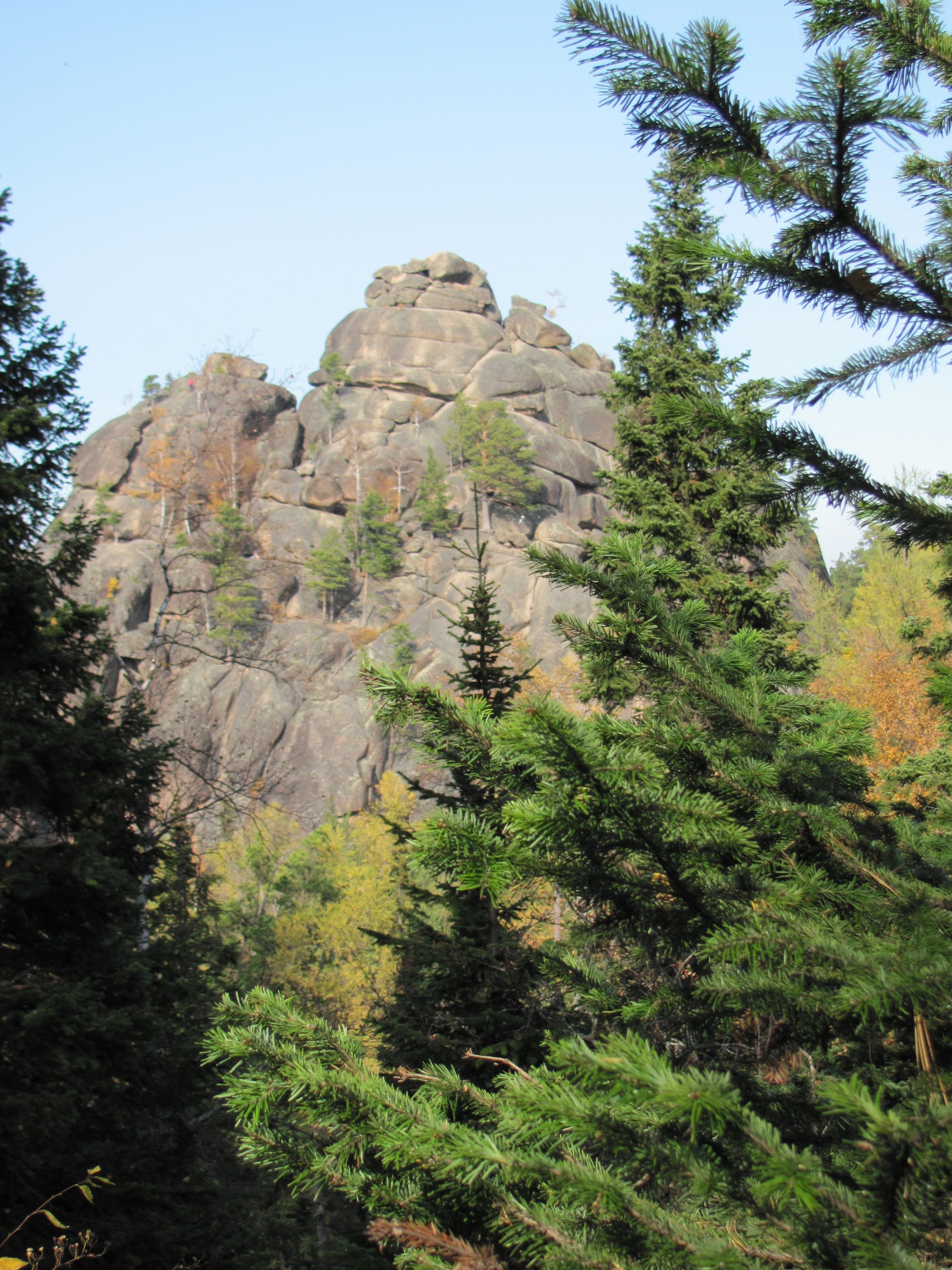
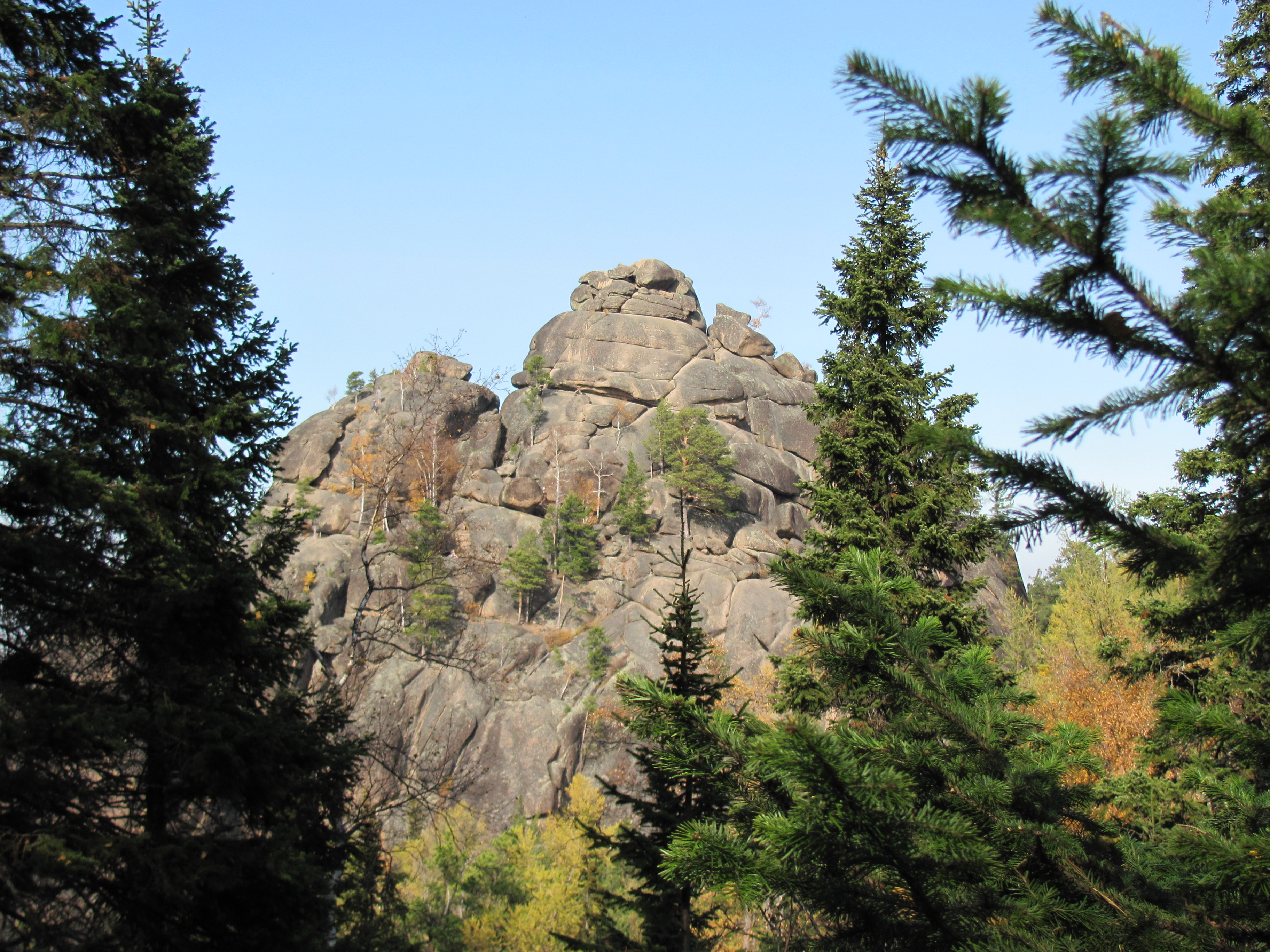
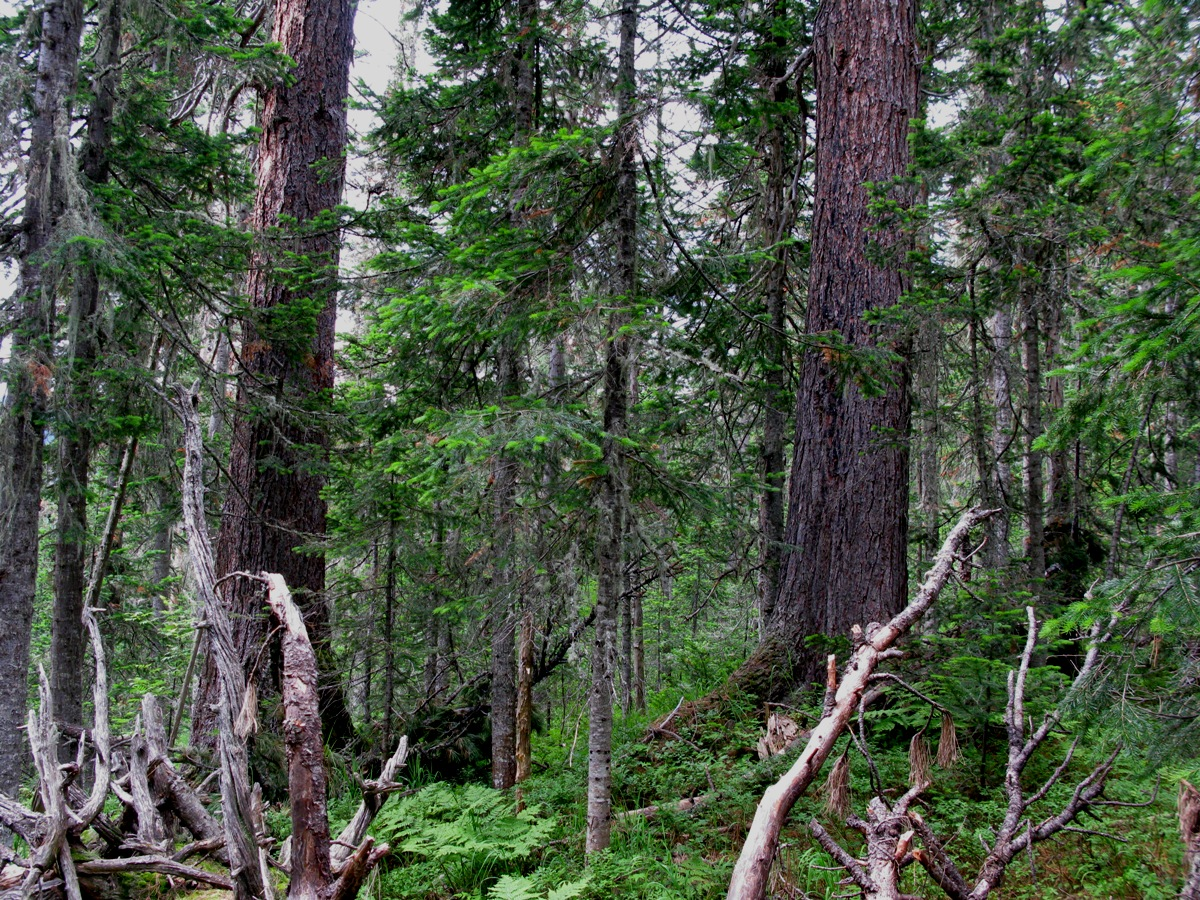
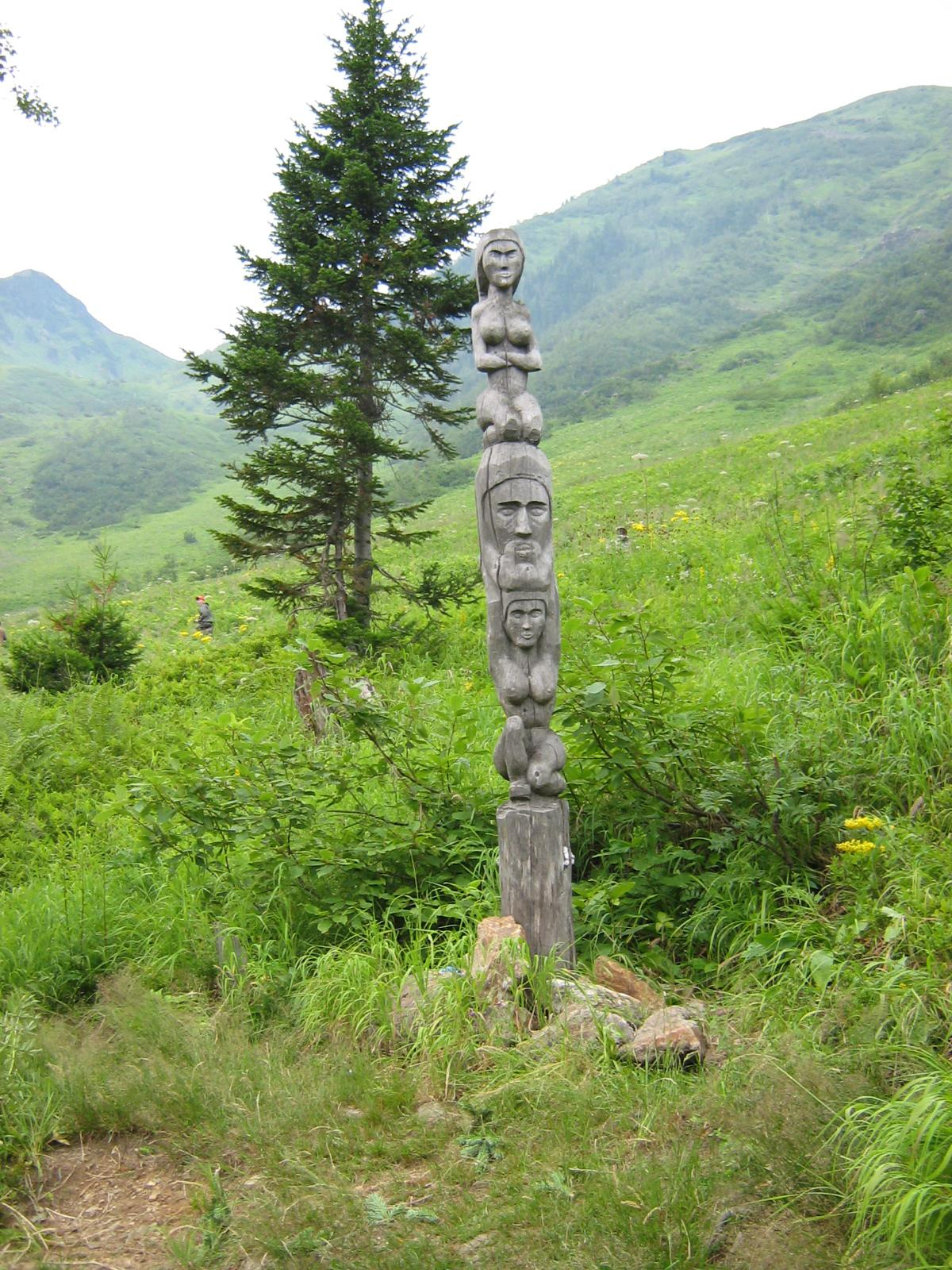